# 김수자 (서양화가)
김수자(한국 한자: 金壽慈, 1950년 6월 1일 ~)은 대한민국의 서양화가이자 판화가이고 평면미술가이다. 이화여자대학교 대학원 서양화과 석사과정졸업을 했다.

## 소속
- 원광대학교  미술대 미술학부 서양화전공  교수

## 학력
- 1964년 ~ 1966년 영광여자고등학교 (졸업)
- 1966년 ~ 1969년 영광여자고등학교 (졸업)
- 1969년 ~ 1973년 이화여자대학교 서양화과 (졸업)
- 1979년 ~ 1981년 이화여자대학교 대학원 서양화과 (졸업)

## 수상
- 1985 제4-5회 대한민국미술대전 특선, 국립현대미술관
- 1981 제3회 대한민국미술대전 특선, 국립현대미술관 / 제4회 중앙미술대전 특선 국립현대미술관

## 경력
- ~1996 무등 미술대전 심사위원
- ~1995 대한민국 대학미전 심사위원
- ~1993 부일미술대전 심사위원
- 1990~1995 전북도전 심사위원 2회
- ~1989.3 원광대학교 미술대학 순수미술학부 서양화전공 교수
- 1981~1988 원광대학교, 이화여자대학교 강사
- 1973~1978 원광여자고등학교 교사
- 미술협회 회원 / 창작미술협회 회원 / 채림전 회원 / 현이전 회원

## 개인전
- ~ 2002 개인전, 우덕갤러리
- ~ 2001 개인전, 경원아트홀
- ~ 2000 11월 7일-11월 16일, 개인전, 금산갤러리
- ~ 1999 12월 22일-12월 28일, 개인전, 관훈갤러리
- ~ 1996 3월 6일-3월 18일, 개인전, 금호갤러리
- ~ 1994 6월 7일-6월 21일, 개인전, 마르스화랑 모스크바
- ~ 1992 6월 26일-7월 9일, 개인전, 웅갤러리, 현대갤러리
- ~ 1991 3월 12일-3월 21일, 개인전, 전주 얼화랑
- ~ 1987 3월 13일-3월 18일, 개인전, 미술회관
- ~ 1983 7월 29일-8월 3일, 개인전, 미술회관

## 단체전
- ~ 1984 후앙미로드로잉전, 바르셀로나 / 爀+Epoque+전북현대작가회전, 전주 예술회관
- 1982 ~ 1986 대한민국미술대전, 국립현대미술관 / 서울현대미술제, 미술회관
- 1982 ~ 1989 회화의 Metaphor전, 미술회관, 두손갤러리
- ~ 1982 지방작가초대전, 미술회관 / 군산대학 현대미술연구소초대전, 전주 예술회관
- 1980 ~ 1986 한&일 작품교류전, 일본
- ~ 1979 미술단체 초대 연립전, 국립현대미술관
- 1978 ~ 1981 중앙미술대상전, 국립현대미술관
- 1978 ~ 1988 전북현대작가회전, 예술회관
- ~ 1977 부산, 대구현대미술제 / 2인전, 전주
- ~ 1976 한국미술 대상전, 국립현대미술관
- 1975 ~ 2002 창작미술협회전, 세종문화회관
- 1974 ~ 1977 물꼬그룹전, 전주예총 화랑
- 1996 ~ 1998 전북미술협회전, 전주예술회관
- 1996 ~ 2000 무등미술대전초대전, 광주시립미술관 / 원 미술제, 부산 시민예술회관
- 1995년, 1996년, 현대한국미술 일본전, 동경 국립근대미술관, 오사카 국립국제미술관
- 1995 ~ 2002 대한민국 종교미술제, 라메르갤러리1995년, 제2회 전북화랑 미술제, 전주예술회관
- ~ 1994 개관기념초대전, 전주 민촌아트센터 / 개관기념 2000년대의 주역들전, 운현궁미술관 / 베니스비엔날레-The Tiger`s Tail, 베니스 / 한국여성미술제, 서울시립미술관
- ~ 1993 현대미술전, 예술의전당
- ~ 1992 개관기념전, 이화미술관
- ~ 1991 한국현대회화전, 호암갤러리
- ~ 1990 호랑이에서 돼지까지, 소나무갤러리 / 90년대 통합으로 미술전, 타래미술관 / 한국미술-오늘의 상황전, 예술의전당 / 한국현대미술 오늘전, 독일, 헝가리
- 1989 ~ 1991 다섯시각전, 나우갤러리, 예향갤러리, 윤갤러리
- 1988 ~ 1989 한국현대미술전, 국립현대미술관
- 1988 ~ 1992 서울미술대전, 서울시립미술관
- 1987 ~ 1992 현대미술초대전, 선재현대미술관
- ~ 1986 개관기념 정예20인의 초대전, 인화랑
- 1985 ~ 1996 원광대학교 미술대학 교수작품전, 전주 전북예술회관
- 1985 ~ 2002 아시아국제미술전람회, 대전시립미술관
- 1985 ~ 2001 남부현대미술제, 대전시립미술관
- 1985 ~ 1995 현이전, 미술회관
- ~ 1985 KIS 85 군산국제전, 전주 미술회관 / 제1회 프론티어제전, 후화랑 / 한국미협전, 국립현대미술관 / 후앙 미로전 수작초대전, 동경 / 한국현대미술 31인의 여류전, 관훈미술관 / 상황, 현존, 수용전, 여의도미술관
- 1984 ~ 2002 채림전, 미술회관, 관훈미술관
- ~ 2004 채림전, 관훈갤러리 / "Making Their Remarks" 현대여성작가전, 가일미술관 / 부드러운 욕망전, 덕원갤러리 / 10월 14일-11월 11일, 엄뫼, 모악전, 전북도립미술관
- ~ 2003 현대회화동세대전, 가이아갤러리 / 교수작품초대전 "한국미술의 오늘"전, 조선대학교미술관 / 제23회 채림전, 관훈갤러리 / 현대회화 동세대초대전, 청주 갤러리신 / 대한민국종교미술제, 국제디자인프라자 / Montclair 대학교 교류전, 몽트클레어미술관 / 제48회 창작미술협회전, 서울시립미술관 / 이서전, 관훈갤러리 / 제18회 아주국제미술전, 홍콩 문화박물관
- ~ 2002 KOWACA 국제예술제, 인사아트플라자갤러리 / 또 다른 미술사, 여성성의 재현전, 이화박물관
- ~ 2001 라메르개관기념-한국미술 정과 동의 미학전, 라메르갤러리 / 한국소리문화의 전당 개관기념초대전, 전주 한국소리문화의 전당
- ~ 2000 이화미술대학 창립 50주년기념전, 이화미술관
- ~ 2000 한국, 일본, 중국, 태국 불교미술 특별전, 익산 원광갤러리 / 호·영 미술작가 2000전, 전주 전북예술회관 / 전북 현대미술전, 군산대학교미술관 / 현대회화-동세대전, 관훈갤러리
- ~ 1999 도시와 영상전, 서울시립미술관 / 20주년 기념 전북현대작가회전, 전주예술회관 / 한&중 미술제 : 군산개항100주년기념전, 군산시민문화회관 / 한국, 중국, 인도 국제미술전, 익산 원광갤러리 / 전북 미술인전, 공평아트센터 / 한국미술협회전, 예술의전당 / 한민족작가100인전, 세종문화회관 / 열림전, 한원갤러리 / 명동갤러리 개관기념전, 명동갤러리
- ~ 1998 부산국제아트페스티발 : 한국현대회화전, 부산시립미술관 / 한국현대미술전 : 시간, 호암갤러리 / 현대회화 동세대전, 관훈갤러리 / 열림전, 전주예술회관
- 1995 ~ 1996 겨울 미술제, 전주예술회관
- ~ 1996 전북판화가협회전, 전주 예루갤러리